# 二輪屋台
二輪屋台（にりんやたい）とは、祭りで使われる屋台の一種。遠江国東部、現在の静岡県遠州地方の大井川から天竜川一帯（磐田市と袋井市・周智郡と掛川市など）の中東遠と北遠の一部、特に東海道沿いに多く見られる。本項においても遠州地方の二輪屋台を扱う。

## 概要
遠州地方では、二輪屋台は一般に（西遠地区の四輪屋台と区別なく）単に「屋台/屋臺(やたい)」と呼ばれるが、掛川市横須賀では「禰里（ねり）」と呼ばれる。
通常の四輪屋台・山車などと違って曳行時に屋台を大きく揺らす点が特筆できる。

## 遠州の屋台の分類
遠州地方では、西遠地区を除き全国的にも稀な二輪屋台が祭車の主流である地域である。遠州という限られた地域の中であるにもかかわらず地区によって異なる視点で技巧を凝らした多種多様な屋台が見られる。

### 一本柱万度型
厳密には山車に分類されるが、江戸の天下祭り祭車の原型で、江戸中期の「神田明神祭礼絵巻」にも同様の屋台が見られる。囃子台の上に心源棒と呼ばれる一本柱を立て、その上に万度（万灯）が乗り、更にその上に山車人形と依り代としての松を飾る（松のみの地域もある）。袋井市浅羽町、掛川市大須賀町と大東町、菊川市小笠町、御前崎市浜岡町や牧之原市のごく一部で引き回されている。いずれも遠州灘の海沿い地域やその近辺で多く見られる。有名なものとしては遠州横須賀三熊野神社大祭(掛川市横須賀）のもの がある。

### 御所車型
御所車のような形をしているためこのように呼ばれている。菊川市から磐田市までの中東遠地方各地に見られる。屋上には一本柱万度型と同様山車人形を飾る（一部例外もある）。各地でいろいろな型があるが、転売による譲渡や新規の建造などとともに、近年特徴の共通化・混濁化が進んでいる。
代表的なものを以下に示す。 
袋井型
日坂型の屋台から発展したもので、四本柱もしくは六本柱である。高欄が擬宝珠で装飾されることもあり、森型の屋台との相違点となっている。(必ずしも擬宝珠で装飾されるわけではない。)天幕(水引幕)による装飾が行われる場合も多い。袋井市周辺に多い。少なくとも確認されている中で一番古い袋井の屋台の記録は、川井村(現在の川井西町/川井中町/川井東町)で江戸時代天保十三年に八坂の宮村から買い入れた朝顔屋台を高欄造りに改修したもので、所謂、高欄御所車型と呼称される屋台の中では分かっている中でかなり古い部類に入る。近年になるにつれて、屋台大工の減少も相まって森型との差異が曖昧になってきている。
森型
四本柱造りで漆塗りを原則とする。水引幕による装飾は行われない場合が多い。正面の出高欄に若衆が乗って屋台を指揮する。周智郡森町に多い。近年になるにつれ袋井型との差異が曖昧になってきている。
掛川型
一般的に欄間の上の斗組・蟇股・支輪がなく、脇障子もない。六本柱造りで、側面前半は高欄・後半は嵌め殺しの建具（格子障子が多い）があしらわれる。また正面の出高欄が大きく作ってあり、ここに子供が乗り、囃子の締太鼓が演奏される(大正期より以前制作の古い型には下記の日坂型同様、出高欄のないものもある)。掛川市中心部や菊川市の一部に多い。
日坂型
横須賀の禰里の次に古い形の屋台。遠州各地域の屋台の成り立ち、発展に大きな影響を持っている。屋上に「浜床」と言われるベランダ状の部分がなく、正面の出高欄や脇障子もない。また組高欄が障子状になっており、外側に開いているため、俗に「アサガオ屋台」と呼ばれる。主に掛川市東部の日坂地区や八坂地区(事任八幡宮大祭)周辺と、菊川市や牧之原市、島田市の金谷町のごく一部で見られる。
中泉型
障子がなく、掛川型のように出高欄の部分で囃子を演奏する。一本柱万度型の構造に近い。磐田市中泉の府八幡宮例大祭や磐田市豊田町の一部をはじめ、浜松市天竜区春野町と菊川市、磐田市豊岡村のごく一部で見られる。
唐破風型
唐破風造りになっており、屋上には山車人形を飾らない。浜松市天竜区春野町および菊川市のごく一部で見られる。

## 二輪屋台の主な祭礼
遠州地方では4月から11月にかけて各地で屋台祭りが行われるが、二輪屋台の曳かれる代表的な祭礼を以下に挙げる。
| 名称                     | 神社           | 地区                     | 時期                | 特徴 |
| ------------------------ | -------------- | ------------------------ | ------------------- | --- |
| 遠州横須賀三熊野神社大祭 | 三熊野神社     | 掛川市横須賀             | 4月第一週           | 一本柱万度型の屋台祭りの代表。祭礼囃子は静岡県の無形民俗文化財第一号となっている。 |
| 飯田山名神社天王祭       | 山名神社       | 周智郡森町飯田           | 7月第二または第三週 | 舞台で舞われる舞楽の周りを練り歩くところが最大の見せ場である。 |
| 事任八幡宮例大祭         | 事任八幡宮     | 掛川市日坂・八坂         | 9月第二週           | 日坂型屋台の典型例。二輪屋台の特質である屋台を上下に揺らす動作が特に激しく、見せ場となっている。                                                                                                   |
| 中泉府八幡宮例大祭       | 中泉府八幡宮   | 磐田市中泉               | 10月第一週          | 二輪屋台と四輪屋台が混在する地域。 |
| 中村八坂神社祇園祭       | 中村八坂神社   | 掛川市中                 | 10月第一週          | 一本柱万度型。京都祇園祭の神事が忠実に伝承された祭礼行事は静岡県の無形民俗文化財に指定されている。                                                                                                 |
| 袋井祭り                 | 十二所神社他   | 袋井市 旧東海道沿い      | 10月第二週          | 五穀豊穣を祝い無病息災を祈る祭りで十二所神社例大祭、白髭神社例祭、赤尾渋垂神社例大祭、七ツ森神社例祭をまとめて袋井祭りと呼ぶ。道囃子などの独特な芸能もあり、袋井型屋台を曳く祭りとしては最大規模。 |
| 下水神社御祭禮           | 下水神社       | 御前崎市池新田・下朝比奈 | 10月第二週          | 五穀豊穣を祝う収穫祭、池新田型といわれる独特な花飾りの一本柱万度型の祭礼の一つ。 |
| 掛川祭                   | 龍尾神社他     | 掛川市掛川（掛川駅北）   | 10月10日直近の土日  | 屋台祭りの面だけでなく、各種の芸能や3年毎の大祭のみに催される余興が有名。 |
| 森の祭り                 | 三島神社他     | 周智郡森町森             | 11月第一週          | 鈴の舞などの舞を奉仕した稚児を、地面を歩かせずに屋台で自宅まで送り帰す「舞児還し（まいこがえし）」の儀式で有名。                                                                                   |
| 潮海寺八坂神社祇園祭     | 潮海寺八坂神社 | 菊川市潮海寺             | 3年に一度、7月      | 唐破風型の二輪屋台が潮海寺山門前の階段を上り下りする。 |